# Christian Bachmann (Verleger)
Johann Georg Christian Bachmann (auch: Georges Chretien Bachmann; Rufname Christian Bachmann; * 4. Dezember 1787 in Paderborn; † 30. Dezember 1860 in Hannover) war ein deutscher Tubist, Königlicher Hof- und Kammermusiker, Kaufmann und Musikalienhändler sowie Noten-Drucker und Kupferstecher.

## Leben
1787 in der Stadt Paderborn geboren, wuchs Johann Georg Christian Bachmann in die sogenannte „Franzosenzeit“ hinein. Er erlernte das Spiel der Tuba und kam noch während der Personalunion zwischen Großbritannien und Hannover in das Königreich Hannover, wo er vor 1818 in Hannover in das am Leineschloss neu aufgebaute Hoforchester im Schlossopernhaus eintrat. Als Mitglied der Hofkapelle war Bachmann ab 1817 zum öffentlichen Opern- und Konzertdienst verpflichtet. Das Hannöversche Adreß-Buch für das Jahr 1817 verortete den anfangs nur mit Nachnamen genannten „Musikus“ mit Wohnsitz in der Rademacherstraße 944. Nach seiner 1818 erfolgten Ernennung zum Königlichen Hof- und Kammermusiker verzeichnete das Hannoversche Adreß-Buch für das Jahr 1819 für den nun Christian Bachmann und „Hofmusikus“ Genannten die Adresse Sommerbrücke 944. Doch schon das Adressbuch des Folgejahres 1820 nannte  – „mit allergnädigster Bewilligung“ – die Dammstraße 556 als Wohnsitz des Hofmusikus. Unter dem Komponisten und Dirigenten Heinrich Marschner wirkte Bachmann im Hoforchester bis zu seinem Eintritt in den Ruhestand am 1. Juli 1836.
Unterdessen hatte Bachmann bereits im Jahr 1820 eine Musikalienhandlung in Hannover gegründet, die er als Inhaber bald weit über die Grenzen Hannovers hinaus bekannt machte. Ein Jahrzehnt nach der Unternehmensgründung gab das hannoversche Adressbuch als Sitz des Hofmusikus ebenso wie dessen „Instrumenten-, Saiten- und Hofmusikalienhandlung“ die Leinstraße 793 an.
Zum Geschäftsführer hatte Bachmann einige Jahre den Adolph Nagel in dem bald Musikalienhandlung Bachmann & Nagel genannten Unternehmen berufen, bevor Nagel im Jahr 1833 die Firma vollständig übernahm.
Nachdem der Hofmusikus noch 1835 auch im Hause der Bachmann et Nagel genannten „Hofmusikalienhandlung, auch Handlung mit Instrumenten, Saiten, Papier und Kunstgegenständen, so wie Musikleihe-Institut, Noten- und Kupferdruckerei“ wohnte, wurde die Firma noch im selben Jahr in Hofmusikalienhandlung Adolph Nagel umbenannt. Tatsächlich wurde die einzelne Teile des Unternehmens in verschiedene Betriebe aufgeteilt: Ab 1836 arbeitete der Hofmusikus Bachmann, nun als Bachmann senior, auch als Antiquar und Verkäufer von Pianofortes, während sein Sohn „Bachmann, J., jun.“ im selben Haus in der Leinstraße 793 die Saiten- und Instrumentenhandlung betrieb. Während Bachmann senior weiterhin in der Leinstraße wohnte und arbeitete, hatte sein Sohn Joh. Bachmann 1838 die Saiten- und Instrumentenhandlung in die Marktstraße 475 verlegt.
Johann Georg Christian Bachmann stand in Bezug zu dem Komponisten Carl Maria von Weber und ist nicht zu verwechseln mit Carl Bachmann.